# نژاد (فیلم ۱۹۱۶)
«نژاد» (انگلیسی: The Race (1916 film)) یک فیلم به کارگردانی جورج ملفورد است که در سال ۱۹۱۶ منتشر شد.